# Hans Stabel
Hans Jacob Stabel (27. august 1769 på Onsøy- 7. januar 1836) var en norsk præst, søn af sognepræst Johannes Bruun Stabel og Maria Elisabeth, født Zindberg.
Han deponerede fra Kristiania Katedralskole 1787, begyndte at studere jus, men tog efter faderens ønske teologisk eksamen 1791 og med bedre karakter 1792. Han blev samme år personel kapellan hos faderen. Efter dennes død (1796) tilbragte han for det meste tiden i København, hvor han lagde sig efter levende sprog, indtil han 1799 blev residerende kapellan til Slidre. Her levede han i megen trængsel, indtil han 1806 blev sognepræst til Søndre Aurdal. 1814 blev han konstitueret provst i Valders og 1816 virkelig provst i det samlede Totens og Valders provsti. Som 1. repræsentant for Christians Amt blev han valgt til rigsforsamlingen 1814, hvor han sluttede sig til selvstændighedspartiet og optrådte som fuldblods nordmand, da der var tale om at indrømme udlændinger borgerret. Dette hindrede dog ikke, at han tidlig kom i yndest hos Karl Johan, der gjorde ham til Vasaridder. Han anså sig nu sikker nok på en god befordring, men blev flere gange skuffet og gav sin bitterhed herover luft i skarpe ord. Det var imidlertid ikke meningen, at han skulde stå tilbage, og 1822 blev han stiftsprovst i Kristiansand. Her var forholdene meget ugunstige efter krigen, og han længtes tilbage til Oplandene. Han søgte da 1825 Totens store kald, fik det og beholdt dets større halvdel, Østre Toten, da det blev delt. 1827 fik han igen sit gamle provsteembede og vedblev i sine embeder under hårde lidelser af sten til sin død. Stabel roses af sine biskopper som en udmærket duelig embedsmand og en kristelig og opbyggelig prædikant. Han var derhos en praktisk mand og var i Valders medlem af fogderiets matrikuleringskommission og bestyrer af vejvæsenet.